# Herb Aleksandrowa Łódzkiego
Herb Aleksandrowa Łódzkiego – jeden z symboli miasta Aleksandrów Łódzki i gminy Aleksandrów Łódzki w postaci herbu.

## Wygląd i symbolika
Herb Aleksandrowa Łódzkiego przedstawia w polu czerwonym inicjał "A" srebrny stojący na takimż murze bez blanek z bramą nie zabudowaną od góry. Symbolikę herbu należy odczytywać w następujący sposób: A + mur = „miasto Aleksandra”.
W XIX w. Aleksandrów mocno podupadł gospodarczo i w 1869 r. został skreślony z listy miast. W 1924 r. odzyskał prawa miejskie. Przypomniano sobie wtedy także dawny herb. Da się zauważyć zjawisko „polonizacji” dawnego herbu. Zmieniono barwy godła i tła, a obecne – biała czyli srebrna (godło) i czerwona (tło) nawiązują do polskiego herbu państwowego. Znak ten został zatwierdzony przez Radę Miejską i obowiązuje do dziś.

## Historia

Dawny herb Aleksandrowa Łódzkiego

Aleksandrów Łódzki powstał około 1816 r. jako prywatne miasteczko, własność polskiego szlachcica Rafała Bratoszewskiego z Brużycy. W 1822 r. ta nowa osada, dzięki staraniom dziedzica, uzyskała od władz zjednoczonego z Rosją Królestwa Polskiego, prawa miejskie. Pojawiła się więc potrzeba nadania miejscowości znaku heraldycznego – herbu odróżniającego go od okolicznych wsi. W przypadku miast prywatnych najczęściej przyjmowano herb szlachecki założyciela lub aktualnego właściciela. Przykładem jest herb sąsiedniego Konstantynowa Łódzkiego – przestawione na nim półksiężyce i miecz to godło szlacheckiego herbu Ostoja, należącego do XIX-wiecznego założyciela tego miasta. Gdyby w ten sposób potoczyły się losy Aleksandrowa, jego dzisiejszym godłem byłby czarny półorzeł i trzy prostokątne kamienie w podzielonej poziomo tarczy, tak bowiem prezentuje się herb Sulima, który nosił Bratoszewski. To samo godło nosił najsłynniejszy polski rycerz – Zawisza Czarny z Garbowa, a znak ów można do dziś podziwiać w wystroju architektonicznym zamku w Oporowie, zbudowanego przez innego Sulimczyka – arcybiskupa gnieźnieńskiego Władysława z Oporowa.
Założyciel Aleksandrowa postanowił jednak inaczej. Chcąc przypodobać się władzom i uzyskać dla młodego ośrodka tkackiego przywileje, nadał mu nazwę ku czci imperatora Wszechrosji i króla Polski zarazem – Aleksandra I. Zaprojektowany 20 lat później do „Albumu Heroldii” herb tego miasta, był tak zwanym „herbem mówiącym”, tzn. oddawał swym rysunkiem znaczenie nazwy miasta, podobnie jak np. łódka w herbie Łodzi. Przedstawiał on w polu błękitnym czerwony mur ceglany z pionową szczeliną bramy, na której wspierała się takaż litera A. Był to inicjał imienia cara. Mur z kolei oznaczał nie mury miejskie, których Aleksandrów nigdy nie posiadał, lecz samorządowy charakter nowej osady.